# Jordan Forsythe
Jordan Forsythe (11 febbraio 1991) è un calciatore nordirlandese, centrocampista dei Crusaders.

## Carriera
Ha giocato nella prima divisione nordirlandese.

## Palmarès

### Club

#### Competizioni nazionali
- Coppa di Lega nordirlandese: 1

Lisburn Distillery: 2010-2011
- Campionato nordirlandese: 2

Crusaders: 2015-2016, 2017-2018
- Irish Cup: 2

Crusaders: 2018-2019, 2021-2022
- County Antrim Shield: 1

Crusaders: 2018-2019